# Temporada 1984-85 de los Utah Jazz
La temporada 1984-85 fue la undécima de los Jazz en la NBA, y la sexta en su ubicación en Salt Lake City, tras cinco temporadas en Nueva Orleans. La temporada regular acabó con 41 victorias y 41 derrotas, ocupando el sexto puesto de la Conferencia Oeste, clasificádose para los playoffs, en los que cayeron en semifinales de conferencia ante los Denver Nuggets.

## Elecciones en elDraft
| Ronda | Puesto | Jugador       | Posición | Nacionalidad   | Universidad   |
| ----- | ------ | ------------- | -------- | -------------- | ------------- |
| 1     | 16     | John Stockton | Base     | Estados Unidos | Gonzaga       |
| 3     | 62     | David Pope    | Alero    | Estados Unidos | Norfolk State |
| 4     | 86     | Jim Rowinski  | Pívot    | Estados Unidos | Purdue        |

## Temporada regular
| División Atlántico  | División Atlántico | División Atlántico | División Atlántico | División Atlántico | División Atlántico | División Atlántico | División Atlántico | División Atlántico |
| Equipo              | G                  | P                  | %                  | PD                 | Casa               | Fuera              | Div                |                    |
| ------------------- | ------------------ | ------------------ | ------------------ | ------------------ | ------------------ | ------------------ | ------------------ | ------------------ |
| y-Denver Nuggets    | 52                 | 30                 | .634               | –                  | 34–7               | 18–23              | 17–13              |                    |
| x-Houston Rockets   | 48                 | 34                 | .585               | 4                  | 29–12              | 19–22              | 20–10              |                    |
| x-Dallas Mavericks  | 44                 | 38                 | .537               | 8                  | 24–17              | 20–21              | 14–16              |                    |
| x-Utah Jazz         | 41                 | 41                 | .500               | 11                 | 26–15              | 15–26              | 19–11              |                    |
| x-San Antonio Spurs | 41                 | 41                 | .500               | 11                 | 30–11              | 11–30              | 12–18              |                    |
| Kansas City Kings   | 31                 | 51                 | .378               | 21                 | 23–18              | 8–33               | 8–22               |                    |

## Playoffs

### Primera ronda
Houston Rockets vs. Utah Jazz 
| Fecha       | Partido                            | Ciudad         |
| ----------- | ---------------------------------- | -------------- |
| 19 de abril | Houston Rockets 101, Utah Jazz 115 | Houston        |
| 21 de abril | Houston Rockets 122, Utah Jazz 96  | Houston        |
| 24 de abril | Utah Jazz 112, Houston Rockets 104 | Salt Lake City |
| 26 de abril | Utah Jazz 94, Houston Rockets 96   | Salt Lake City |
| 28 de abril | Houston Rockets 97, Utah Jazz 104  | Houston        |
|             | Utah Jazz gana las series 3-2      |                |

### Semifinales de Conferencia
Denver Nuggets vs. Utah Jazz 
| Fecha       | Partido                            | Ciudad         |
| ----------- | ---------------------------------- | -------------- |
| 30 de abril | Denver Nuggets 130, Utah Jazz 113  | Denver         |
| 2 de mayo   | Denver Nuggets 131, Utah Jazz 123  | Denver         |
| 4 de mayo   | Utah Jazz 132, Denver Nuggets 123  | Salt Lake City |
| 5 de mayo   | Utah Jazz 118, Denver Nuggets 125  | Salt Lake City |
| 7 de mayo   | Denver Nuggets 116, Utah Jazz 104  | Denver         |
|             | Denver Nuggets gana las series 4-1 |                |

## Estadísticas
| Rk | Jugador          | Edad | P  | PT | MP   | TC  | TCI  | %TC  | T3  | T3I | %T3   | TL  | TLI | %TL  | RO  | RD  | RT   | AS  | RB  | TAP | BP  | FP  | PTS  |
| -- | ---------------- | ---- | -- | -- | ---- | --- | ---- | ---- | --- | --- | ----- | --- | --- | ---- | --- | --- | ---- | --- | --- | --- | --- | --- | ---- |
| 1  | Adrian Dantley   | 29   | 55 | 46 | 35.8 | 9.3 | 17.5 | .531 | 0.0 | 0.0 |       | 8.0 | 9.9 | .804 | 2.7 | 3.2 | 5.9  | 3.4 | 1.0 | 0.1 | 3.1 | 2.4 | 26.6 |
| 2  | Darrell Griffith | 26   | 78 | 78 | 35.6 | 9.3 | 20.4 | .457 | 1.2 | 3.3 | .358  | 2.8 | 3.8 | .725 | 1.6 | 2.8 | 4.4  | 3.1 | 1.7 | 0.4 | 3.2 | 2.3 | 22.6 |
| 3  | Mark Eaton       | 28   | 82 | 82 | 34.3 | 3.7 | 8.2  | .449 | 0.0 | 0.0 |       | 2.3 | 3.3 | .712 | 2.5 | 8.8 | 11.3 | 1.5 | 0.4 | 5.6 | 2.5 | 3.8 | 9.7  |
| 4  | Rickey Green     | 30   | 77 | 77 | 31.6 | 4.9 | 10.4 | .477 | 0.1 | 0.3 | .300  | 3.0 | 3.5 | .869 | 0.5 | 2.0 | 2.5  | 7.8 | 1.7 | 0.0 | 2.3 | 1.7 | 13.0 |
| 5  | Thurl Bailey     | 23   | 80 | 68 | 31.0 | 6.3 | 12.9 | .490 | 0.0 | 0.0 | 1.000 | 2.5 | 2.9 | .842 | 1.9 | 4.7 | 6.6  | 1.7 | 0.6 | 1.3 | 1.9 | 2.7 | 15.2 |
| 6  | John Drew        | 30   | 19 | 16 | 24.4 | 5.6 | 13.7 | .412 | 0.0 | 0.2 | .000  | 4.9 | 6.4 | .770 | 1.9 | 2.4 | 4.3  | 1.8 | 1.2 | 0.1 | 2.2 | 3.4 | 16.2 |
| 7  | Jeff Wilkins     | 29   | 79 | 0  | 19.1 | 3.6 | 7.4  | .490 | 0.0 | 0.0 | .000  | 0.8 | 1.0 | .763 | 1.0 | 3.6 | 4.6  | 1.0 | 0.4 | 0.2 | 1.2 | 2.2 | 8.0  |
| 8  | John Stockton    | 22   | 82 | 5  | 18.2 | 1.9 | 4.1  | .471 | 0.0 | 0.1 | .182  | 1.7 | 2.4 | .736 | 0.3 | 1.0 | 1.3  | 5.1 | 1.3 | 0.1 | 1.8 | 2.5 | 5.6  |
| 9  | Fred Roberts     | 24   | 52 | 0  | 16.8 | 3.2 | 6.2  | .513 | 0.0 | 0.0 | 1.000 | 2.3 | 2.8 | .840 | 1.3 | 1.6 | 2.9  | 1.3 | 0.3 | 0.2 | 1.3 | 1.8 | 8.7  |
| 10 | Rich Kelley      | 31   | 77 | 34 | 16.6 | 1.3 | 2.8  | .477 | 0.0 | 0.0 | .000  | 1.1 | 1.5 | .750 | 1.5 | 3.0 | 4.5  | 1.6 | 0.5 | 0.4 | 1.6 | 2.9 | 3.8  |
| 11 | Bob Hansen       | 24   | 54 | 4  | 12.0 | 2.0 | 4.2  | .489 | 0.0 | 0.1 | .143  | 0.7 | 1.3 | .556 | 0.4 | 0.9 | 1.3  | 1.4 | 0.5 | 0.0 | 0.9 | 1.6 | 4.8  |
| 12 | J.J. Anderson    | 24   | 44 | 0  | 10.4 | 1.4 | 3.4  | .409 | 0.0 | 0.0 | .000  | 0.6 | 1.0 | .600 | 0.7 | 1.2 | 1.9  | 0.5 | 0.7 | 0.2 | 0.7 | 1.6 | 3.4  |
| 13 | Billy Paultz     | 36   | 62 | 0  | 6.0  | 0.5 | 1.4  | .368 | 0.0 | 0.0 |       | 0.3 | 0.5 | .643 | 0.4 | 1.2 | 1.5  | 0.3 | 0.1 | 0.2 | 0.5 | 0.8 | 1.3  |
| 14 | Pace Mannion     | 24   | 34 | 0  | 5.6  | 0.8 | 1.9  | .429 | 0.0 | 0.0 | .000  | 0.5 | 0.7 | .696 | 0.4 | 0.3 | 0.7  | 0.8 | 0.5 | 0.1 | 0.5 | 0.5 | 2.1  |
| 15 | Kenny Natt       | 26   | 4  | 0  | 3.3  | 0.5 | 1.3  | .400 | 0.0 | 0.0 |       | 0.5 | 1.0 | .500 | 0.3 | 0.3 | 0.5  | 0.0 | 0.3 | 0.0 | 0.8 | 0.5 | 1.5  |

## Galardones y récords
| Jugador        | Galardón                                                    |
| Mark Eaton     | Mejor Defensor de la NBA Mejor quinteto defensivo de la NBA |
| Adrian Dantley | All-Star                                                    |